# John Dalberg-Acton, 1:e baron Acton
John Emerich Edward Dalberg-Acton, 1:e baron Acton (känd som Lord Acton), född i Neapel den 10 januari 1834, död den 19 juni 1902, var en engelsk historiker och politiker. 

## Biografi
John Dalberg-Acton var son till Ferdinand Dalberg-Acton, 7:e baronet Acton och Marie Louise Pelina von Dalberg, dotter till Emmerich Joseph von Dalberg.
Lord Acton undervisades av Ignaz von Döllinger i München, och bekämpade liksom sin lärare den påvliga ofelbarhetsdogmen. Han var liberal parlamentsledamot i underhuset 1859-1865, blev 1869 peer (baron Acton of Aldenham) och satt därför i överhuset 1869–1902. Acton var en grundlärd, men föga produktiv historisk forskare. 1895 blev han professor i Cambridge och planerade sedan det stort anlagda verket Cambridge Modern History, en populärhistoria över den nyare tiden med bidrag av Englands främsta historiker, vilken började utkomma 1902. Acton hade ett historiskt bibliotek på över 100 000 band, som vid hans död övergick till Cambridges universitet.
Lord Acton är berömd för sitt yttrande "Power tends to corrupt; absolute power corrupts absolutely" (ungefär: "Makt korrumperar, och absolut makt korrumperar absolut").
Utöver sin egen titel som 1:e baron Acton var John Dalberg-Acton, efter sin fars död, 8:e baronet. Så småningom ärvde han även sin kusins titel 13:e markis av Groppoli.
John Dalberg-Acton var far till Richard Lyon-Dalberg-Acton, 2:e baron Acton.